# ريتشارد كير
ريتشارد كير هو فنان فيديو كندي، ولد في 3 فبراير 1952 في سانت كاثرينز في كندا.